# Olga Skorojodova
Olga Ivánovna Skorojódova (en ruso: Ольга Ивановна Скороходова; 24 de mayo de 1911 (calendario juliano 11 de mayo) - 7 de mayo de 1982) fue una científica soviética, terapeuta, profesora y escritora. Perdió su visión y audición a los cinco años debido a la meningitis, y trabajó en el Instituto para los Discapacitados de la Academia de Ciencias Pedagógicas de la URSS como la única investigadora de sordos ciegos del mundo. Skorojódova creó una serie de trabajos científicos sobre el desarrollo de la educación y la enseñanza de los niños sordociegos.

## Biografía
Algunas fuentes indicaron información incorrecta sobre la fecha de nacimiento de Olga Skorojódova: a veces se refería a 1912 o 1914. Sin embargo, según los extractos de los registros de la Iglesia, que fueron encontrados después de su muerte, nació en 1911 (calendario juliano).
Olga Skorojódova nació en Bilozerka, Gobernación de Jersón (hoy Óblast de Jersón de Ucrania) en una familia campesina pobre. Su padre fue enviado a la guerra en 1914 y nunca volvió, y su madre fue obligada a trabajar como criada para un sacerdote. Olga empezó a perder su audición cuando tenía cinco años como resultado de una meningitis. En 1922, después de la muerte de su madre, fue enviada a una escuela para ciegos en Odesa.
En 1925, casi completamente muda, Olga llegó a la Escuela-Clínica para niños sordociegos en Járkov, fundada por el profesor Iván A. Sokolianski. Bajo su cuidado, Olga recuperó el habla y empezó a tomar notas sobre la autoobservación. En 1947, publicó su libro "Cómo percibo el mundo", que despertó un gran interés en el público. Esta obra literaria fue galardonada con el premio K. D. Ushynski. En 1954, el libro fue complementado con una segunda parte, publicada bajo el título "Cómo percibo y represento el mundo". En 1972, una tercera parte fue publicada bajo el título "Cómo percibo, imagino y entiendo el mundo circundante". En 1948, Skorojódova se convirtió en investigadora (más tarde superior), en el Instituto para los Discapacitados de la Academia de Ciencias de la Educación de la URSS. Allí Olga Skorojódova trabajó hasta el final de su vida.
En 2016, Google la honró con un Doodle especial en su página de inicio rusa.
En 2017, un Doodle de Google la honró en el Día Internacional de la Mujer.